# Present Arms in Dub
Present Arms in Dub é o primeiro álbum remix da banda UB40, lançado em outubro de 1981.

## Faixas
1. "Present Arms in Dub" - 3:04
2. "Smoke It" ("Dr X") - 3:23
3. "B-line" ("Lamb's Bread") - 4:36
4. "Kings Row" ("Sardonicus") - 4:57
5. "Return of Dr X" ("Don't Walk on the Grass") - 5:23
6. "Walk Out" ("Wildcat") - 3:13
7. "One in Ten" - 4:15
8. "Neon Haze" ("Silent Witness") - 4:21